# HD 168746
HD 168746 ist ein etwa 140 Lichtjahre von der Erde entfernter Hauptreihenstern der Spektralklasse G5, der an der Grenze zwischen den Sternbildern Serpens Cauda und Scutum liegt. Er besitzt eine scheinbare Helligkeit von 7,95 mag. Der Stern wird von einem Exoplaneten mit der Bezeichnung HD 168746 b umrundet.

## Exoplanet
HD 168746 b umkreist den Zentralstern mit einer Periode von 6,40 Tagen und weist eine Mindestmasse von 0,23 Jupitermassen auf, was etwa 77 % der Masse Saturns entspricht. Der Exoplanet wurde mit Hilfe der Radialgeschwindigkeitsmethode entdeckt. Seine Entdeckung wurde im Jahre 2002 von Francesco Pepe et al. veröffentlicht.